# Erl-Bräu

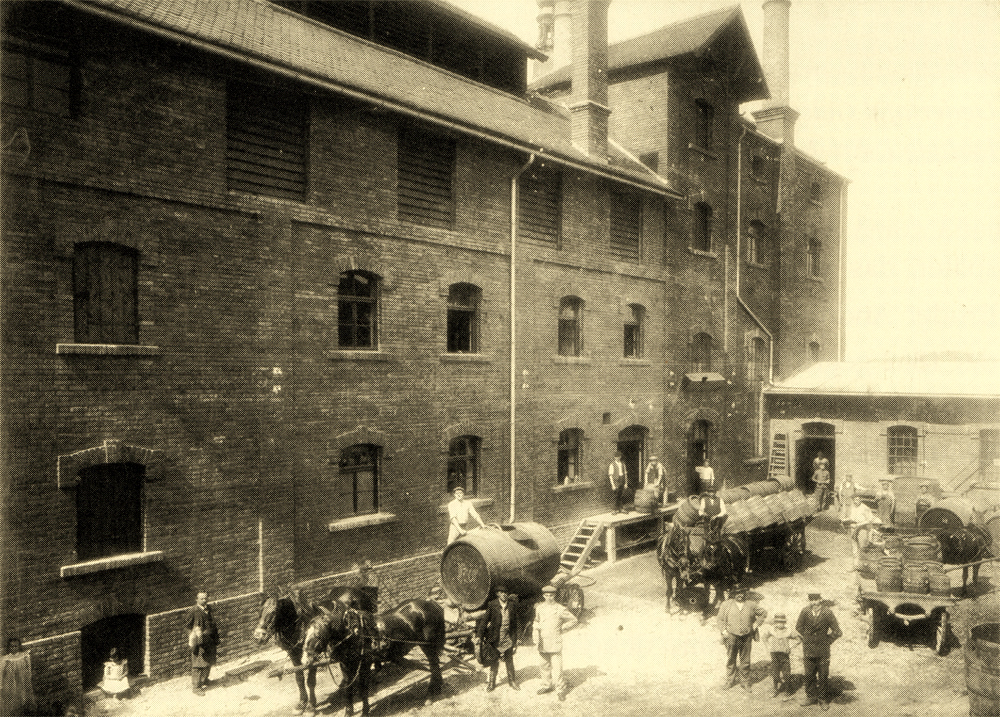
Hof der Brauerei Erl um 1904. Im Vordergrund rechts Ludwig I. Erl, Sohn Ludwig Otto, Schwager Ludwig Leeb, dahinter auf den Fässern Sohn Josef Erl.

Erl-Bräu ist eine deutsche Brauerei mit Sitz in Geiselhöring.

## Geschichte
1871 erwarb Ulrich Erl (* 27. März 1831) die Brauerei Mayer, gegründet 1852 in Geiselhöring. In dieser Zeit wurde er auch zum Abgeordneten als Mitglied der Patriotenpartei des bayerischen Landtags gewählt. Bis zu seinem Tod am 6. März 1883 vergrößerte er die Brauerei kontinuierlich und erwarb Bierlieferungsrechte und Gastwirtschaften.
Nach dem Tod seines Vaters übernahm Ludwig Erl (* 18. Juni 1858) 1891 von seiner Mutter Helene Erl die Brauerei und zugehörigen Gastwirtschaften. 1901 siedelte die Brauerei Erl vom Stadtplatz an ihren heutigen Standort an der Straubinger Straße um. Ludwig Erl leitete die Brauerei bis zu seinem Tod am 25. Dezember 1918.
1924 übernahm dann Josef Erl (* 18. März 1896) die väterliche Brauerei. Josef Erl führte die Brauerei Erl zusammen mit seiner Ehefrau Walburga bis zu seinem Tod am 12. Oktober 1961. In dieser Zeit wurden weitere Gastwirtschaften erworben.
Vom 1. Juli 1962 bis zum 31. Dezember 1997 leitete Ludwig II. Erl (* 18. Juli 1925) die Brauerei. Diese Jahre waren geprägt durch einen enormen Aufschwung der Brauerei. Sämtliche Brauereianlagen wurden neu gebaut, erweitert und der Ausstoß kontinuierlich gesteigert.
Die Brauerei ist seit 1977 auf dem zweitgrößten Volksfest in Bayern, dem Gäubodenvolksfest in Straubing, vertreten.
Seit dem 1. Januar 1998 führt Diplom-Braumeister Ludwig III. Erl (* 14. März 1955) die Privatbrauerei Erl in Geiselhöring.
Seit dem 1. November 2014 arbeitet Josef II. Erl als Braumeister in 6. Generation im Familienbetrieb. Sein Bruder Christopher Erl führt den Brauereigasthof am Stadtplatz in Geiselhöring.
Im Jubiläumsjahr 2016 wurde Erl-Bräu mit zwei Gold-Medaillen als erfolgreichste bayerische Brauerei beim European Beer Star ausgezeichnet, auch auf deutscher Ebene wurde kein besseres Ergebnis erzielt. In den Jahren 2016 bis 2018 konnten insgesamt 5 Medaillen beim European Beer Star errungen werden. Anlässlich des 150-jährigen Jubiläums im Jahr 2021 wurde einmalig ein traditionell dunkleres Festbier mit dem Zusatz Anno 1871 gebraut.
Seit 2021 wird die seit dem 22. März 1871 existierende Brauerei von Josef II. Erl weitergeführt. In den vergangenen Jahren als Braumeister hat er die Brauereianlagen und Technik laufend modernisiert. Dies umfasst den Bereich Sudhaus, Gär- und Lagerkeller sowie die Verwaltung. Des Weiteren wurde der Drucktankkeller erweitert. Mit der Übernahme der Brauerei tritt er damit in die Fußstapfen seines Vaters und seiner beiden Großväter und führt die Brautradition der Familien Erl, Geiselhöring und Klinkenberg, Aachen, fort. Er repräsentiert die 13. Familiengeneration und die sechste Brauereigeneration als Erl-Bräu, Geiselhöring.
Die Familie Erl lässt sich bis ins 16. Jahrhundert zurückverfolgen. Im Musterungsbuch des Landgerichts Marquardstein von 1583 heißt es „Valentin Erl, junger, starker Hufschmied von Holzhausen, ausgerüstet mit Degen und Spieß“. Sein Sohn Sebastian Erl (* vor 1600) übersiedelte 1639 nach Geiselhöring.

## Produkte
Erl-Bräu stellt nachfolgende Biere her:
| In der traditionellen Bügelflasche - Erlkönig Bügel-Weisse - Erlkönig Extra Hell | In der 0,33-l-Flasche - Erlkönig Pilsener - Erlkönig IMPERATOR - Erl „BockERL“ Heller Bock - Erl Hell | In der 0,50-l-Euro-Flasche - Erlkönig Hell - Erlkönig Dunkel - Erlkönig Festbier - Erlkönig Pilsener - Erlkönig Weisse - Erlkönig Dunkle Weisse - Erlkönig Leichtes Weizen - Erlkönig Radler |